# František Šembera (historik)
František Šembera (3. dubna 1842 Helvíkovice – 19. srpna 1898 Praha) byl český středoškolský profesor historie, autor dějepisných učebnic.

## Život
Narodil se v Helvíkovicích, studoval na gymnáziu v Rychnově nad Kněžnou, Hradci Králové a poté odešel studovat historii a klasickou filologii do Prahy.
Po studiích se stal profesorem v Německém Brodě, v letech 1868–1881 působil jako středoškolský profesor v Českých Budějovicích.
Zemřel roku 1898 a byl pohřben na Olšanských hřbitovech.

## Dílo
- Dějiny vzdělaných národů středověkých (1872)
- Dějiny národů klasických (1875)
- Dějiny středověké, díl 1–4, (1879–1891)
- Učebnice: Dějepis všeobecný pro nižší třídy škol středních
- Ottův slovník naučný, přispíval pod značkou Šra. Je autorem nebo spoluautorem několika hesel.[3]